# Golec
Golec ali zrno (kariopsa, lat. caryopsis) je vrsta oreška, je enosemenski suhi zaprti plod. Zraste iz nadrasle plodnice. Značilen je za družino trav (Poaceae). Zunanja lupina zrna nastane z zraščanjem stene plodnice in semenske lupine.

## Galerija
- Žitna zrna s tremi izstopajočimi prašniki
- Žitna zrna